# El Cucharal, Santa Cruz Zenzontepec
El Cucharal är en ort i Mexiko.   Den ligger i kommunen Santa Cruz Zenzontepec och delstaten Oaxaca, i den sydöstra delen av landet, 400 km sydost om huvudstaden Mexico City. El Cucharal ligger 772 meter över havet och antalet invånare är 333.
Terrängen runt El Cucharal är kuperad västerut, men österut är den bergig. Terrängen runt El Cucharal sluttar söderut. Runt El Cucharal är det glesbefolkat, med 17 invånare per kvadratkilometer. Närmaste större samhälle är Llano Nuevo, 11,6 km norr om El Cucharal. I omgivningarna runt El Cucharal växer huvudsakligen savannskog.